# Qu'Appelle (plaats)
Qu'Appelle is een plaats (town) in de Canadese provincie Saskatchewan en telt 648 inwoners (2001).